# Aussenzio (nome)
Aussenzio  è un nome proprio di persona italiano maschile.

## Varianti
- Femminili: Aussenzia[2]

### Varianti in altre lingue
- Bulgaro: Авксентий (Avksentij)
- Catalano: Auxenci[3]
- Francese: Auxence
- Georgiano: ავქსენტი (Avksent'i)[4]
- Greco antico: Αυξεντιος (Auxentios)[4]
- Greco moderno: Αυξέντιος (Auxentios)
- Latino: Auxentius[1][4]
- Polacco: Auksencjusz, Auksenty
- Portoghese: Auxêncio
- Russo: Авксентий (Avksentij)[4]
- Serbo: Аксентије (Aksentije)
- Spagnolo: Auxencio[3], Ausencio[3], Augencio[3]
- Ucraino: Авксентій (Avksentij)

## Origine e diffusione
Nome di scarsissima diffusione, continua il greco Αυξεντιος (Auxentios), basato sul verbo αὐξάνω (auxano, "incrementare", "crescere") o sul termine correlato αὔξησις (auxesis, "crescita"); il significato complessivo può essere interpretato come "che cresce", "che diventa grande".
Alcune fonti lo considerano invece un derivato di Ausonio o di Audenzio.

## Onomastico
Questo nome venne portato da diversi santi dei primi secoli; l'onomastico si può festeggiare in memoria di uno qualsiasi di essi, alle date seguenti:
- 25 gennaio, sant'Aussenzio, martire nel 1720 a Costantinopoli[5]
- 14 febbraio, sant'Aussenzio di Bitinia, sacerdote ed archimandrita[3][5][6]
- 5 novembre, sant'Aussenzio, martire a Cesarea marittima con i santi Teotimo, Filoteo e Timoteo[6]
- 28 novembre, sant'Aussenzio, martire a Costantinopoli[5]
- 13 dicembre, sant'Aussenzio, martire a Sebaste con i santi Eustrazio, Eugenio, Mardario ed Oreste sotto Diocleziano[5][6]
- 18 dicembre, sant'Aussenzio, vescovo di Mopsuestia[5]

## Persone
- Aussenzio, governatore della Cilicia alla fine del IV secolo.
- Aussenzio, praefectus urbi di Roma nel 441 e nel 445
- Aussenzio di Bitinia, monaco e santo bizantino
- Aussenzio di Milano (o di Cappadocia), teologo e vescovo di Milano